# Septembrie 2012
Acest articol este generat integral pe baza informațiilor din articolul 2012 și este actualizat periodic de un robot.
 Editările făcute în articol vor fi șterse la următoarea actualizare! Dacă doriți să faceți modificări, editați articolul-sursă.

ianuarie -
februarie -
martie -
aprilie -
mai -
iunie -
iulie -
august -
septembrie -
octombrie -
noiembrie -
decembrie
Septembrie 2012 a fost a noua lună a anului și a început într-o zi de sâmbătă.

## Evenimente

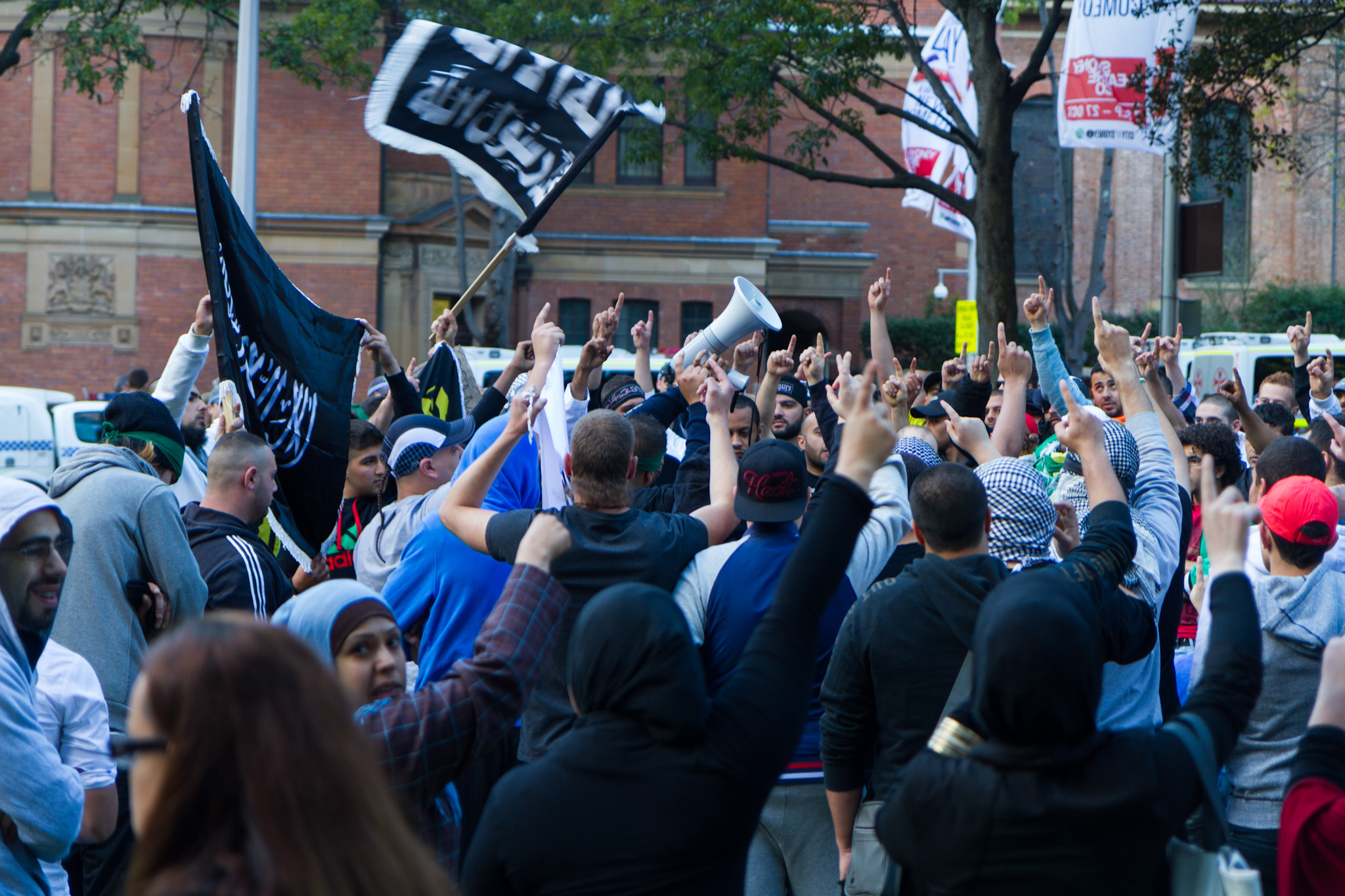
Protestele declanșate de parodia anti-islamică

- septembrie: Scandal diplomatic China - Japonia pe tema disputării insulelor Senkaku. Proteste anti-japoneze la Beijing. Navele chineze patrulează în jurul insulelor din Marea Chinei de Est administrate de Japonia, dar revendicate de Beijing.
- 4 septembrie: Separatiștii din cadrul Partidului din Quebec obțin o victorie în alegerile legislative din această provincie. Noul Guvern anulează o creștere a taxelor de școlarizare care a provocat, de la începutul lui februarie, o importantă mișcare de contestare, cunoscută sub numele de "Primăvara arțarului".
- 7 septembrie: Cel puțin 80 de persoane au murit, iar alte 731 au fost rănite în urma seismelor care au zguduit sud-vestul Chinei, potrivit unui nou bilanț publicat astăzi de agenția chineză de știri Xinhua.
- 8 septembrie: Peste 12.000 de manifestanți au ieșit în stradă sâmbătă seara la Salonic (nord) pentru a protesta față de noile măsuri de austeritate solicitate Greciei de către UE și FMI, onorând tradiționala reunire anuală a revoltei sociale.
- 8 septembrie: Canada a întrerupt relațiile diplomatice cu Iranul.
- 9 septembrie: Sfârșitul Olimpiadei Paralimpice de vară 2012, Londra.
- 9 septembrie: Un val de atentate coordonate împotriva forțelor de securitate, se soldează cu aproape 90 de morți și peste 400 de răniți și sunt revendicate de către Statul Islamic Irak (ISI), o filială a rețelei teroriste Al-Qaida în această țară. Luna septembrie este cea mai sângeroasă înregistrată în ultimii doi ani, cu 365 de morți.
- 9 septembrie: Justiția irakiană l-a condamnat la moarte, în contumacie, pe vicepreședintele Tarek al-Hachemi, unul dintre principalii lideri suniți ai țării, pentru uciderea unei avocate și a unui general.

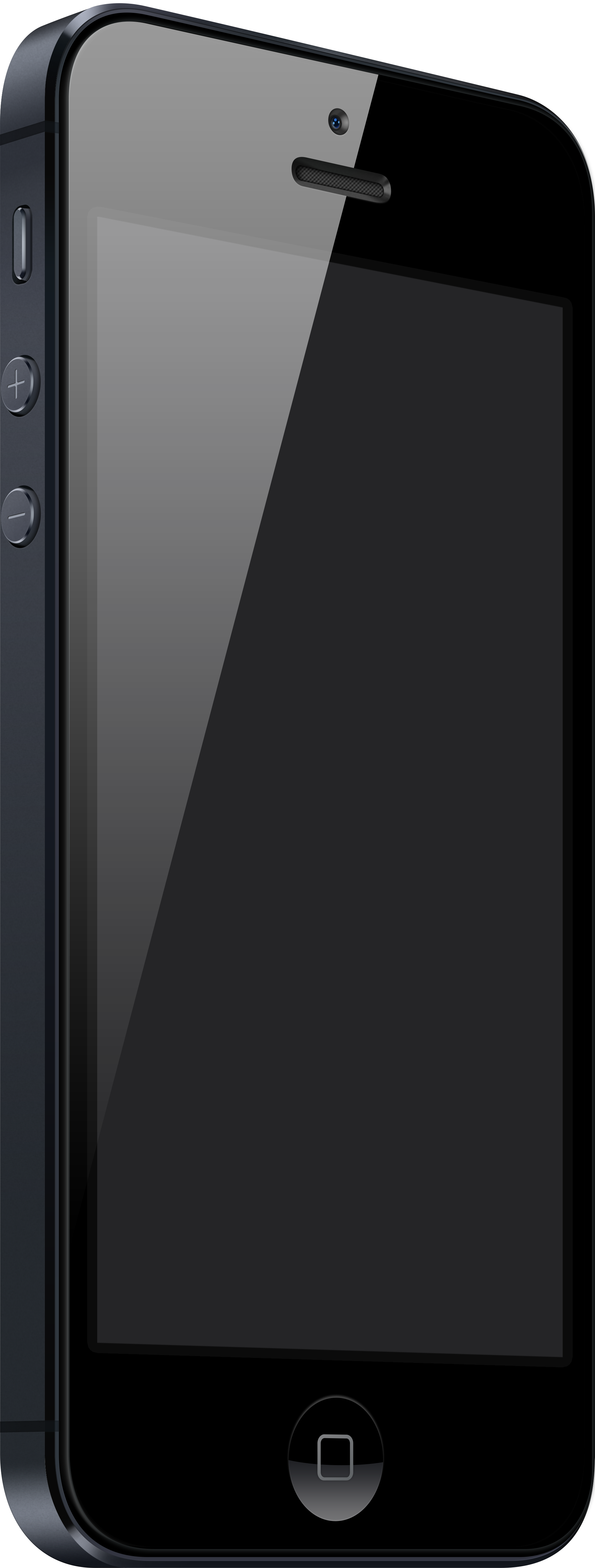
IPhone5

- 11-22 septembrie: Valuri de proteste musulmane în țăriile arabe. Ambasada Statelor Unite de la Cairo, Egipt și Consulatul din Benghazi, Libia au fost atacate de protestatari din cauza unui film postat pe YouTube, o parodie anti-islamică, numită "Inocența musulmanilor", produsă de diaspora coptă-creștină din Washington, batjocorindu-l pe profetului Muhammad. Christopher Stevens, ambasadorul SUA în Libia, și alți 3 americani din Benghazi au fost uciși. Incidentul a avut loc chiar în ziua când s-au împlinit 11 ani de la Atentatele de la 11 septembrie. Din Africa până în Asia Centrală, musulmanii au protestat violent în fața ambasadelor americane, denunțând insulta adusă religiei lor. În numai 2 zile, protestele s-au propagat rapid în țări precum Maroc, Tunisia, Sudan, Yemen, Iran, Israel, Irak, Pakistan și Bangladesh.
- 12 septembrie: iPhone 5 a fost lansat oficial la San Francisco. Noul iPhone 5 va fi de două ori mai rapid, va putea face fotografii și înregistrări video în același timp de 1080 p, va avea stabilizare video, recunoaștere facială și mod panoramic de fotografiere.
- 13 septembrie: Vulcanul de Foc din Guatemala a avut cea mai puternică erupție din ultimii 10 ani, coloanele de fum și cenușă fiind vizibile la cel puțin 75 de km. Autoritățile din Guatemala au anunțat că peste 10.000 de persoane din satele din jurul vulcanului au fost deja evacuate, urmând ca în total să fie peste 33.000 de oameni relocați.
- 14 septembrie: Coaliția este afectată de cele mai importante pierderi materiale înregistrate din 2001, în timpul unui atac al talibanilor asupra Camp Bastion (sud), organizat în semn de protest față de un film american antiislamic, care afectează mai multe țări musulmane. De la începutul anului, aproximativ 60 de militari NATO au fost uciși de către persoane purtând uniformă afgană.
- 21 septembrie: Washingtonul anunță că 33.000 de americani staționați suplimentar prin ordinul președintelui Barack Obama au părăsit Afganistanul. În noiembrie, Franța își retrage ultimele trupe de luptă. Misiunea de luptă a forțelor coaliției urmează să se încheie la sfârșitul lui 2014.
- 25 septembrie: Mii de spanioli au ieșit în stradă în Madrid. Manifestanții anti-austeritate s-au adunat în jurul clădirii parlamentului, unde doreau să formeze un gigantic lanț uman. Întrunirea a degenerat, iar manifestarea s-a transformat într-un protest violent, fiind necesară intervenția forțelor de ordine.
- 26 septembrie: Grevă generală în Grecia.
- 28 septembrie: Realizatorul filmului "Inocența musulmanilor", Nakoula Basseley Nakoula, care a înfuriat comunitatea musulmană a fost arestat.

## Decese
- 3 septembrie: Michael Clarke Duncan, 54 ani, actor american (n. 1957)
- 3 septembrie: Sun Myung Moon, 92 ani, fondatorul Bisericii Unificării, Coreea de Sud (n. 1920)
- 4 septembrie: Lil JoJo (n. Joseph Coleman), 18 ani, rapper american (n. 1994)
- 4 septembrie: Albert Marre, 87 ani, regizor și producător teatral american (n. 1924)
- 5 septembrie: Hiromichi Horikawa, 95 ani, regizor de film și scenarist japonez (n. 1916)
- 5 septembrie: Christian Marin (Christian Bernard Georges Marin), 83 ani, actor francez (n. 1929)
- 5 septembrie: Milinko Stefanovici, 65 ani, artist fotograf și foto-jurnalist, publicist, redactor, editor și pedagog sârb (n. 1947)
- 8 septembrie: Bill Moggridge (William Grant Moggridge), 69 ani, designer britanic, autor, educator, realizatorul primului laptop din lume (n. 1943)
- 12 septembrie: Sid Watkins (Eric Sidney Watkin), 84 ani, medic neurochirurg englez (n. 1928)
- 14 septembrie: Stephen Dunham, 48 ani, actor american (n. 1964)
- 15 septembrie: Valeriu Graur, 71 ani, politician din R. Moldova (n. 1940)
- 15 septembrie: Pierre Mondy, 87 ani, actor și regizor francez (n. 1925)
- 18 septembrie: Nicolae Nițescu, 81 ani, interpret român de muzică ușoară (n. 1930)
- 18 septembrie: Santiago Carillo (Santiago Carrillo Solares), 97 ani, om politic spaniol (n. 1915)
- 18 septembrie: Romulus Vulpescu, 79 ani, poet, prozator, traducător român (n. 1933)
- 21 septembrie: Sven Hassel (n. Sven Pedersen), 95 ani, soldat și romancier danez (n. 1917)
- 22 septembrie: Grigori Frid, 97 ani, compozitor rus (n. 1915)
- 22 septembrie: Hector Abhayavardhana, 93 ani, teoretician din Sri Lanka (n. 1919)
- 23 septembrie: Pavel Gracev, 64 ani, mareșal rus (n. 1948)
- 23 septembrie: Winrich Kolbe, 71 ani, regizor și producător TV american (n. 1940)
- 25 septembrie: Andy Williams, 84 ani, cântăreț american (n. 1927)
- 26 septembrie: Teodor Maghiar, 76 ani, senator român (2000-2004), (n. 1936)
- 27 septembrie: Herbert Lom, 95 ani,  actor britanic (n. 1917)
- 28 septembrie: Avraham Adan, 85 ani, general israelian (n. 1926)
- 28 septembrie: Alexandru George, 82  ani, prozator, eseist, traducător din limba franceză, istoric și critic literar român (n. 1930)
- 28 septembrie: Abdul Ghani Minhat, 76 ani, fotbalist și antrenor malaezian (n. 1935)
- 28 septembrie: Michael O'Hare, 60 ani, actor american (n. 1952)
- 30 septembrie: Gheorghe Scripcaru, 84 ani, medic român (n. 1927)
- 30 septembrie: Ilie Danilov (n. Leo Divinial), 66 ani, filolog, prozator, membru al Uniunii Scriitorilor din România (n. 1946)
- 30 septembrie: Ricarda (Maria) Terschak, 82 ani, scriitoare română (n. 1929)